# Facteur de Landé

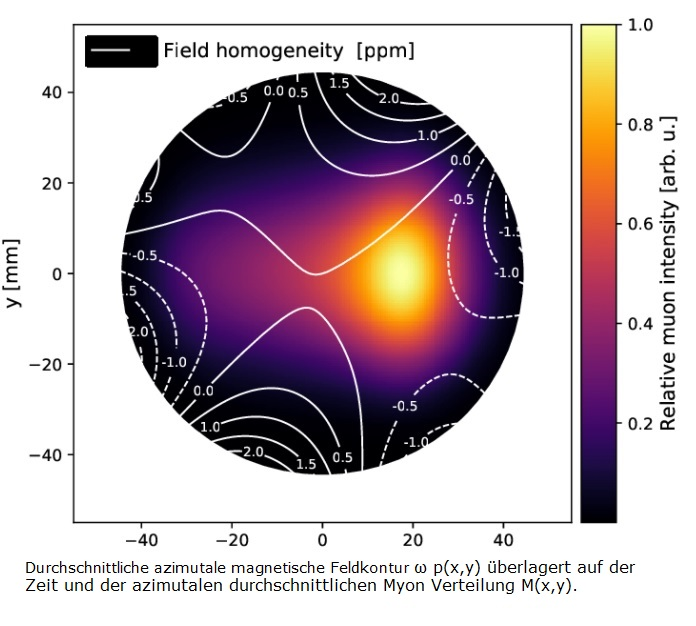
Représentation du moment magnétique anormal du muon

En mécanique quantique, le facteur de Landé est une grandeur physique sans dimension qui permet de relier le moment magnétique au moment cinétique d'un état quantique. Il est essentiellement utilisé dans le cas d'une particule de spin non nul.
Il est ainsi nommé en l'honneur d'Alfred Landé qui l'a introduit en 1921.

## Définition
Vers le milieu des années 1910, l'effet Einstein-de Haas avait montré que le moment cinétique de spin est effectivement de même nature que le moment cinétique des solides en rotation tel que le décrit la mécanique classique ; mais les calculs fondés sur le modèle de spin d'électron en tant que mouvement de charge électrique sous-estiment ce moment magnétique d'un facteur d'environ 2.

### Moment magnétique orbital
Au moment cinétique orbital d'une particule de charge {\displaystyle q} (positive ou négative) et de masse {\displaystyle m} est associé un moment magnétique orbital :
{\displaystyle {\vec {\mu }}_{L}\ =\ {\frac {q}{2m}}\ {\vec {L}}},
où
- {\displaystyle \gamma =\ {\frac {q}{2m}}\ \ } est le rapport gyromagnétique qui est le même que dans le cadre de la mécanique classique ;
- {\displaystyle {\vec {L}}} est le moment cinétique orbital ;
- {\displaystyle \mu _{L}} est le moment magnétique orbital.

### Moment magnétique de spin
Toutefois, dans le cas d'une particule fondamentale, les moments cinétique et magnétique de spin, ne sont plus dans un rapport qui ne dépende que de la charge et de la masse, et l'on introduit un nombre sans dimension, g, facteur de Landé qui permet d'écrire
{\displaystyle {\vec {\mu }}_{S}\ =\ {\frac {g.q}{2m}}\ {\vec {S}}},
où
- g est le facteur de Landé de la particule concernée ;
- S est le spin ;
- μS est le moment magnétique de spin.

## Valeurs

### Particules courantes
L'équation de Schrödinger ne fait pas intervenir le spin des particules, de sorte que la mécanique quantique non relativiste ne permet pas de déduire la valeur du facteur de Landé d'une particule de spin non nul. Une théorie plus précise, l'équation de Dirac, qui décrit les fermions relativistes de spin 1/2, prédit une valeur ge = -g = −2 pour l'électron très proche de la valeur expérimentale de −2,0023, et l'écart entre les deux est expliqué dans le cadre de l'électrodynamique quantique.
| particule | gparticule            | Δg                   |
| --------- | --------------------- | -------------------- |
| électron  | −2,002 319 304 361 82 | 0,000 000 000 000 52 |
| neutron   | −3,826 085 45         | 0,000 000 90         |
| proton    | +5,585 694 702        | 0,000 000 017        |
| muon      | −2,002 331 8418       | 0,000 000 0013       |

### Atome
Pour un atome, le facteur de Landé intervient dans le calcul des niveaux d'énergie atomiques en champ magnétique faible.

#### Moment électronique
Si l'on s'intéresse au moment cinétique électronique J somme du spin électronique S et du moment cinétique orbital L, le facteur de Landé vaut : 
{\displaystyle g_{J}=g_{L}\,{\frac {J(J+1)-S(S+1)+L(L+1)}{2J(J+1)}}+g_{S}\,{\frac {J(J+1)+S(S+1)-L(L+1)}{2J(J+1)}}},
soit approximativement
{\displaystyle g_{J}\approx 1+{\frac {J(J+1)-L(L+1)+S(S+1)}{2J(J+1)}}}
avec
{\displaystyle g_{L}\approx 1} ;
{\displaystyle g_{S}\approx 2}.
Le calcul du spin S ne fait intervenir que les électrons de valence.

#### Moment total
Si l'on s'intéresse au moment cinétique total de l'atome F, somme du spin nucléaire I et du moment cinétique électronique J, le facteur de Landé s'écrit
{\displaystyle g_{F}=g_{J}\,{\frac {F(F+1)-I(I+1)+J(J+1)}{2F(F+1)}}+g_{I}\,{\frac {F(F+1)+I(I+1)-J(J+1)}{2F(F+1)}}},
soit approximativement
{\displaystyle g_{F}\approx g_{J}\,{\frac {F(F+1)-I(I+1)+J(J+1)}{2F(F+1)}}}.
La simplification provient de l'approximation
{\displaystyle g_{I}\approx g_{J}\,{\frac {m_{\mathrm {e} }}{m_{\mathrm {p} }}}\ll 1}.